# パオロ・トラメッツァーニ
パオロ・トラメッツァーニ（Paolo Tramezzani, 1970年7月30日 - ）は、イタリア・レッジョ・エミリア県・カステルノーヴォ・ネ・モンティ出身の元サッカー選手。現サッカー指導者。現役時代のポジションはディフェンダー。現在はFCシオンの監督を務めている。

## 現役時代
インテルナツィオナーレ・ミラノから1年おきにローンで様々なクラブでプレーし、1992-93シーズンと1993-94シーズンはインテルでプレーした。1993-94シーズンはUEFAカップ制覇を経験した。
1998年にプレミアリーグのトッテナム・ホットスパーFCに移籍するが、あまり出場機会を得られず、2年でイタリアに復帰した。
アウローラ・プロ・パトリア1919に所属していた2008年に現役を引退した。

## 監督時代
2011年にサッカーアルバニア代表の監督に就任したジャンニ・デ・ビアージの下でアシスタントコーチに就任。2016年までコーチを務めた。
2016年12月にACルガーノの監督に就任。スイス・スーパーリーグ昇格2年目のチームを3位に導いた。
2017年6月にFCシオンの監督に就任したが、10月に解任された。
2018年からはキプロス・ファーストディビジョンのAPOELニコシアの監督に就任した。就任初年度の2018-19シーズンにリーグ優勝を果たした。
2019年12月10日、セリエBのASリヴォルノ・カルチョの監督に就任した。
2020年にはシオンの監督に復帰。2021年と2023年にもシオンの指揮を取ったが、2022-23シーズンはスイス・スーパーリーグで最下位に終わり、降格した。

## 監督成績
2021年4月11日現在
| クラブ               | 国             | 就任           | 退任           | 記録 | 記録 | 記録 | 記録 | 記録 | 記録 | 記録 | 記録   |
| クラブ               | 国             | 就任           | 退任           | 試   | 勝   | 分   | 敗   | 得   | 失   | 差   | 勝率 % |
| -------------------- | -------------- | -------------- | -------------- | ---- | ---- | ---- | ---- | ---- | ---- | ---- | ------ |
| ルガーノ             | スイスの旗     | 2016年12月21日 | 2017年6月15日  | 18   | 11   | 2    | 5    | 29   | 26   | +3   | 061.11 |
| シオン               | スイスの旗     | 2017年6月15日  | 2017年10月22日 | 16   | 4    | 5    | 7    | 23   | 23   | +0   | 025.00 |
| APOEL                | キプロスの旗   | 2018年10月10日 | 2019年8月8日   | 39   | 24   | 10   | 5    | 79   | 27   | +52  | 061.54 |
| リヴォルノ           | イタリアの旗   | 2019年12月10日 | 2020年2月3日   | 7    | 0    | 2    | 5    | 6    | 15   | −9   | 000.00 |
| シオン               | スイスの旗     | 2020年6月3日   | 2020年8月25日  | 15   | 5    | 4    | 6    | 15   | 18   | −3   | 033.33 |
| ハイドゥク・スプリト | クロアチアの旗 | 2021年1月18日  | 2021年5月27日  | 24   | 14   | 4    | 6    | 31   | 19   | +12  | 058.33 |

## タイトル

### 選手時代
インテル・ミラノ
- UEFAカップ:1回 (1993-94)[3]

### 監督時代
APOEL
- キプロス・ファーストディビジョン:1回 (2018-19)[4]